# Голландия (бухта)
Голландия — бухта, образованная изгибом северного берега Севастопольской бухты в районе устья балки Голландии, по которой и названа бухта. Расположена между Доковой и Сухарной бухтами.
В восточной части бухты находится причал для катеров внутригородских линий пассажирских перевозок. В 1940-х годах акватория бухты использовалась как гидроаэродром, который имел название «Севастополь I». После аннексии Крыма в бухте находится место стоянки малых ракетных и патрульных кораблей, а также здесь производится загрузка ракет кораблей Черноморского флота России.